# Izaura TV
Az Izaura TV a TV2 Média Csoport szappanoperákat sugárzó csatornája, amely 2016. augusztus 14-én indult.
A csatorna névadója a Rabszolgasors című brazil teleregény főhősnője, Isaura.
A csatorna hangja Lux Ádám, aki többek között Fernando Colunga állandó magyar szinkronhangja.

## Története
2016. május 3-án – egy héttel a csatorna bejelentése előtt – levédették az Esmeralda TV nevet, amit egy telenovellákat sugárzó csatornának szántak, de egy hét után a csatorna nevét elvetették. Aznap a csatorna jelenlegi nevét levédették, 9-én, – egy nappal a csatorna hivatalos bejelentése előtt –  levédették a tervezett logót, 10-én pedig bejelentették hivatalosan a csatorna indulását, majd június 27-én levédették a csatorna jelenlegi logóját.
Fischer Gábor, a TV2 Csoport kábelcsatorna programigazgatója 2016 májusában, a Média Hungary 2016 konferencián jelentette be a csatorna indulását a médiacsoport jelentős portfólió-fejlesztésének részeként.
A csatorna 2016. augusztus 14-én indult el az adás, de előtte néhány órával a csatorna tesztadásként indult el ajánlókkal.
A csatorna Romániában került bejegyzésre, amely ezzel a román médiahatóságtól, a CNA-tól kapott sugárzási engedélyt. A csatorna arculatát az Umbrella tervezte.
Annak ellenére, hogy kábelcsatornaként jelentették be, valójában mégsem az lett belőle, mivel országosan szabadon (tehát előfizetés nélkül, ingyenesen) fogható földi sugárzásban, a Mindig TV platformján volt elérhető, de az Antenna Hungaria 2024. július 1-től a Dikh TV-vel együtt kivette a csatornát a kínálatából.